# Mistrovství světa ve sportovním lezení 1995
Mistrovství světa ve sportovním lezení 1995 (anglicky: UIAA Climbing World Championship, francouzsky: Championnats du monde d'escalade, italsky: Campionato del mondo di arrampicata, německy: Kletterweltmeisterschaft) se uskutečnilo jako třetí ročník 6. května v Ženevě pod hlavičkou UIAA, závodilo se pouze v lezení na obtížnost a rychlost..

## Průběh závodů

### Češi na MS
Milan Benian získal první českou (stříbrnou) medaili na Mistrovství světa, v lezení na rychlost. V lezení na obtížnost zalezl velmi dobře devátý Marek Havlík a mezi ženami na jedenáctém děleném místě Barbara Stránská.

### Výsledky mužů a žen
| obtížnost           | obtížnost                | rychlost               | rychlost           |
| ------------------- | ------------------------ | ---------------------- | ------------------ |
| muži                | ženy                     | muži                   | ženy               |
| 1. François Legrand | 1. Robyn Erbesfieldová   | 1. Andrij Vedenmejer   | 1. Natalie Richer  |
| 2. Arnaud Petit     | 2. Laurence Guyon        | 2. Milan Benian        | 2. Cécile Avezou   |
| 3. Elie Chevieux    | 3. Liv Sansozová         | 3. Vladimir Něcvetajev | 3. Renata Piszczek |
|                     |                          |                        |                    |
| 9. Marek Havlík     | 11.-13. Barbara Stranská | 20. Pavel Kořán        | -                  |
| 42. Milan Benian    | -                        | -                      | -                  |
| 53.-55. Pavel Kořán | -                        | -                      | -                  |
| 62. Filip Šilhán    | -                        | -                      | -                  |
|                     |                          |                        |                    |
| ? finalistů         | ? finalistek             | ? finalistů            | ? finalistek       |
| ? semifinalistů     | ? semifinalistek         | ? semifinalistů        | ? semifinalistek   |
| 79 mužů             | 47 žen                   | 22 mužů                | 11 žen             |

### Čeští Mistři a medailisté
| Disciplína | Lezec/lezkyně | Zlato | Stříbro          | Bronz |
| ---------- | ------------- | ----- | ---------------- | ----- |
| Rychlost   | Milan Benian  |       | Stříbrná medaile |       |

### Medaile podle zemí
| pořadí | stát      | Zlatá medaile | Stříbrná medaile | Bronzová medaile | celkem |
| ------ | --------- | ------------- | ---------------- | ---------------- | ------ |
| 1.     | Francie   | 2             | 3                | 1                | 6      |
| 2.     | USA       | 1             | 0                | 0                | 1      |
| 2.     | Ukrajina  | 1             | 0                | 0                | 1      |
| 4.     | Česko     | 0             | 1                | 0                | 1      |
| 5.     | Švýcarsko | 0             | 0                | 1                | 1      |
| 5.     | Rusko     | 0             | 0                | 1                | 1      |
| 5.     | Polsko    | 0             | 0                | 1                | 1      |

### Zúčastněné země
| 1.   | Francie            | USA                | Ukrajina           | Francie            |
| 2.   | Švýcarsko          | Francie            | Česko              | Polsko             |
| 3.   | Rusko              | Belgie             | Rusko              | Rusko              |
| 4.   | Česko              | Německo            | Polsko             | Spojené království |
| 5.   | Rakousko           | Rusko              | Švýcarsko          | Slovinsko          |
| 6.   | Nizozemsko         | Itálie             | Spojené království | Rumunsko           |
| 7.   | Ukrajina           | Česko              | Bulharsko          | Ukrajina           |
| 8.   | Itálie             | Slovinsko          | Slovinsko          | -                  |
| 9.   | Japonsko           | Jižní Korea        | Španělsko          | -                  |
| 10.  | Německo            | Rakousko           | Francie            | -                  |
| 11.  | Slovinsko          | Švýcarsko          | Slovensko          | -                  |
| 12.  | Kazachstán         | Španělsko          | Německo            | -                  |
| 13.  | Belgie             | Spojené království | Norsko             | -                  |
| 14.  | Španělsko          | Nizozemsko         | -                  | -                  |
| 15.  | Spojené království | Norsko             | -                  | -                  |
| 16.  | Kanada             | Ukrajina           | -                  | -                  |
| 17.  | Bulharsko          | Rumunsko           | -                  | -                  |
| 18.  | Jižní Korea        | Polsko             | -                  | -                  |
| 19.  | Norsko             | Chorvatsko         | -                  | -                  |
| 20.  | Polsko             | Japonsko           | -                  | -                  |
| 21.  | Chorvatsko         | -                  | -                  | -                  |
| 22.  | Rumunsko           | -                  | -                  | -                  |
| (24) | 22                 | 20                 | 13                 | 7                  |